# The Tufts Daily
The Tufts Daily, conocido en el campus como el Daily , es el periódico estudiantil oficial de la Universidad Tufts en Medford, Massachusetts. El periódico cubre noticias, arte y deportes tanto en el campus como en el área metropolitana de Boston, y permite a los miembros de la comunidad de Tufts enviar artículos de opinión sobre temas del campus, locales e internacionales. A diferencia de otras organizaciones y publicaciones estudiantiles de Tufts, el Daily es autosuficiente y no recibe financiación de la universidad.
El Tufts Daily se ha clasificado constantemente como uno de los mejores periódicos universitarios de los Estados Unidos.